# Johann Nepomuk von Triva

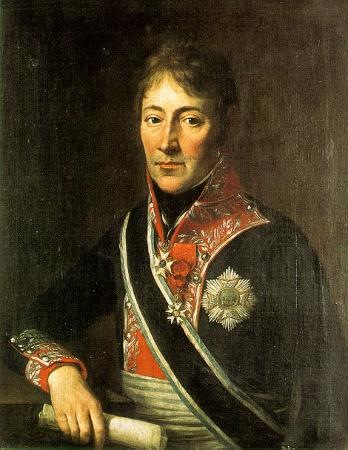
Johann Nepomuk Graf von Triva

Johann Nepomuk Joseph Florian, Graf von Triva (20 de septiembre de 1755 - 8 de abril de 1827) fue un General de Artillería bávaro. Fue el primer Ministro de Guerra del Reino de Baviera.

## Biografía
Triva, nacido en Múnich, se unió al cuerpo de cadetes del Ejército bávaro el 1 de septiembre de 1766 tras la muerte de sus padres. El 26 de septiembre fue transferido a las tropas de ingenieros con el rango de Fähnrich, 
pasó a Leutnant en 1777, Hauptmann en 1780, Mayor en 1785, Oberstleutnant en 1791 y Oberst en 1796. En 1779 se casó con Floriana von Velhorn, hija del Consejero Privado en Amberg, Johann Wolfgang Alois von Velhorn (1734-1789), por su matrimonio con Sybilla von Loefen zu Diepoltsdorf. Floriana murió en 1791. En 1797 se casó con su segunda esposa, una dama de honor de la fallecida  Condesa Isabel Augusta de Sulzbach, Fräulein van der Stock. En 1799 se convirtió en comandante de la Fortaleza y el Regimiento de Mannheim, y en 1800 comandante de la brigada de Wrede. El mismo año avanzó a Mayor General y pasó a ser General de Intendencia (después de 1805 Chef des Generalstabes) del ejército en 1802. Con el rango de Teniente General, adicionalmente fue jefe del bureau privado de guerra (Geheimes Kriegsbüro) entre 1804 y 1808. El 27 de marzo de 1808 pasó a ser ministro de guerra. El nombre de este puesto era Minister-Staatssekretär im Kriegswesen (literalmente: ministro secretario de estado de guerra) hasta 1814, después Dirigierender Minister des Kriegswesens (literalmente: ministro director de guerra) hasta 1817, y finalmente Staatsminister der Armee (literalmente: ministro de estado del ejército). Hasta 1817, el rey Maximiliano I José de Baviera personalmente ocupó el mando del ejército. En 1817 recibió la membresía honoraria de la Academia Bávara de las Ciencias y Humanidades. Durante su periodo como ministro de guerra, Triva fue ascendido  al grado de General der Artillerie por Maximiliano I. El 30 de septiembre de 1822 se retiró. De mientras, el puesto de Chef des Generalstabes había sido transferido a Raglovich en 1820.
Graf von Triva murió en su ciudad natal y es enterrado en el Antiguo Cementerio del Sur. También fue miembro de la Orden de los Illuminati de Adam Weishaupt.
La Trivastraße en el barrio de Neuhausen de Múnich y la Turm Triva (Torre Triva) de la Fortaleza de Ingolstadt fueron nombrados en su honor.

## Condecoraciones
- Condecoración Militar del Palatinado-Baviera (19 de febrero de 1795) - predecesora de la Orden Militar de Max Joseph
- Gran Oficial de la Legión de Honor (27 de enero de 1806)
- Gran Cruz de la Orden Militar de Max Joseph (1 de marzo de 1806) - 1.º Grosskanzler (Gran Canciller) de la Orden (22 de marzo de 1806)
- Cruz de Caballero de la Orden de San Huberto (20 de octubre de 1820)
- Gran Cruz de la Orden del Mérito de la Corona Bávara (25 de junio de 1813)
- Orden de Santa Ana, 1.ª clase (Rusia, 23 de enero de 1815)
- Miembro honorario de la Academia Bávara de las Ciencias y Humanidades (10 de abril de 1818)
- Nombramiento de "Triva" para la torre roja de las fortificaciones de Ingolstadt por el rey Luis I (1842)